# João de Brito Correia
João de Brito Correia foi um administrador colonial português, décimo governador da capitania da Paraíba. Governou de 1616 a 1618.